# Торфайокутль
63°53′39″ пн. ш. 19°00′37″ зх. д. / 63.894166666667° пн. ш. 19.010277777778° зх. д.
Торфайокутль (з ісландського "льодовик Торфі"; [ˈTʰɔrvaˌjœːkʏtl̥]) — ліпаритовий стратовулкан, кальдера (центральний вулкан) та комплекс підльодовикових вулканів, розташований на північ від Мірдальсьйокутля та на південь від озера Торісватн, Ісландія. Востаннє Торфайокулл вивергався в 1477 році.

## Найменування
Згідно з легендою, льодовик названий на честь Торфі Йонссон í Клофа, ісландської історичної особи. Коли чума прибула в Ісландію в 1493 році, Торфі втік з родиною та своїми речами у високогір'я та поселився в долині, оточеній льодовиком .
Згідно з іншою легендою, льодовик названий на честь Торфі, працівника ферми. Торфі вирвався з дочкою іншого фермера і втік до льодовика .

## Зовнішні посилання
- Торфайокулл у Каталозі ісландських вулканів